# Verbindingsdok (Zeebrugge)
Het Verbindingsdok is een dok in de haven van Zeebrugge. Het dok verbindt (zoals de naam zelf zegt) de dokken in de achterhaven. In het westen sluit het verbindingsdok aan op het Boudewijnkanaal. Ook het Noordelijk Insteekdok, het Zuidelijk Insteekdok en de Pierre Vandammesluis sluiten aan op dit dok. Het dok heeft dus voornamelijk een functie als verbindingsdok, slechts op een aantal plaatsen zijn kaaimuren waar boten aanmeren voorzien.
Over het Verbindingsdok ligt de Verbindingsbrug. De brug is 400 meter lang en omvat een draaibrug van 130 meter met een doorvaartbreedte van 55 meter, de langste draaibrug van Europa.  Het draaiend gedeelte werd in januari 2022 ingevaren en op 22 mei 2022 werd de Verbindingsbrug ingehuldigd.
Op die verbinding lag daarvoor tot 2022 de Zwankendammebrug, met halverwege een draaiend gedeelte. Deze tijdelijke brug was geen openbare weg en had slechts één rijstrook. Ze werd voornamelijk gebruikt door het transport- en autobehandelingsbedrijf International Car Operators (ICO). Ze werd daarom ook de ICO-brug genoemd. 

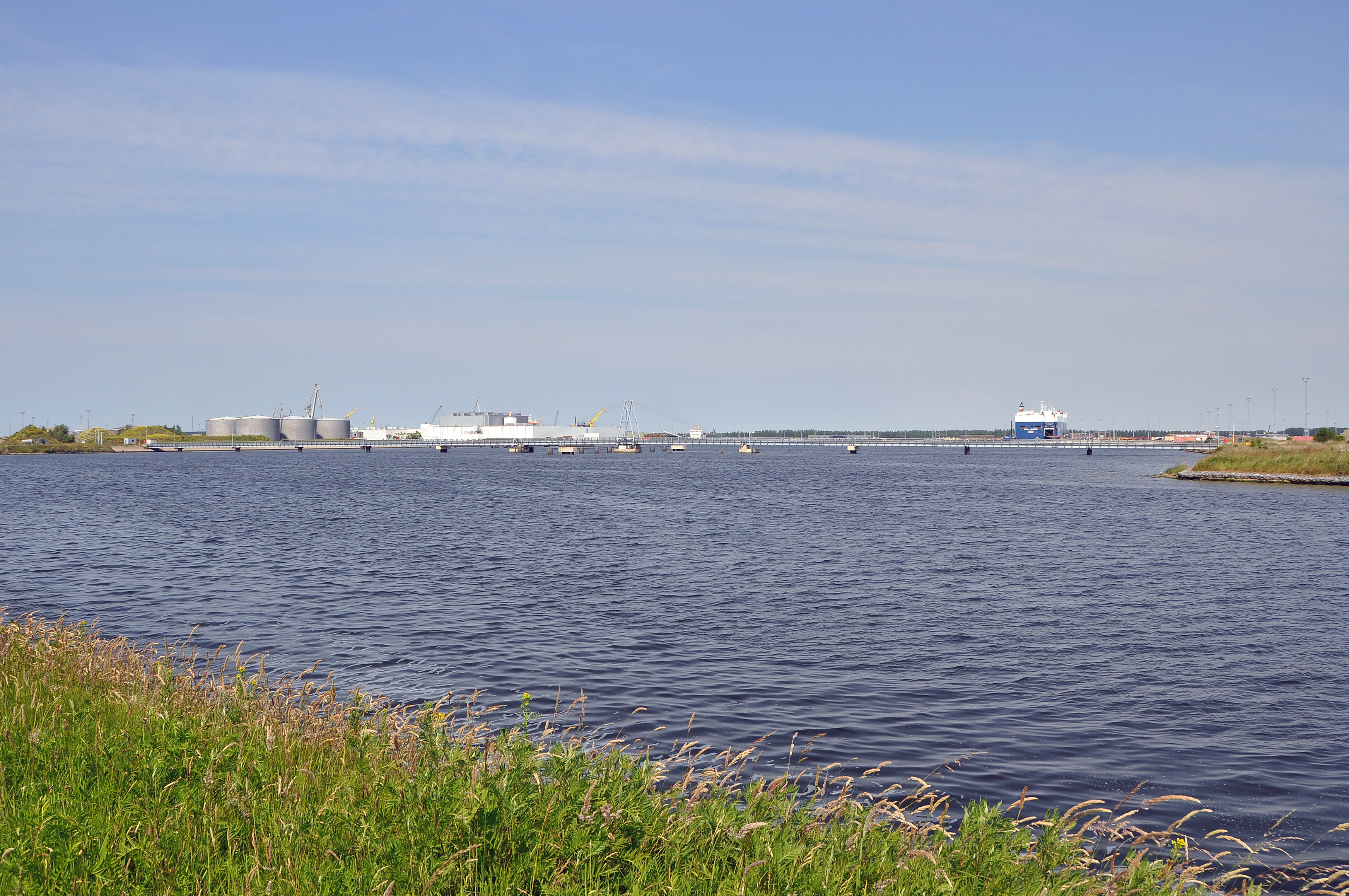
Het Verbindingsdok, met op de voorgrond het Boudewijnkanaal
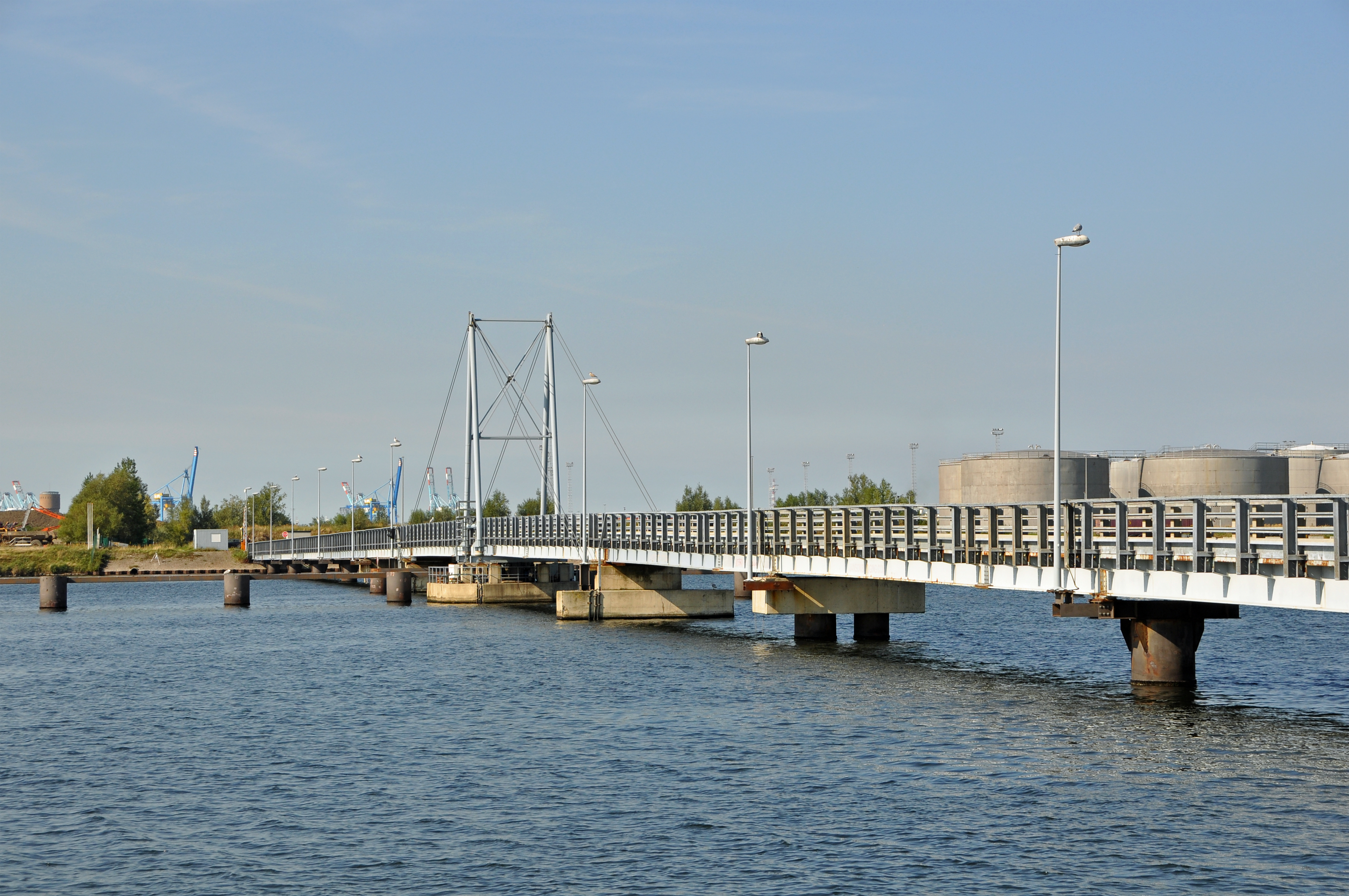
De vroegere Zwankendamme- of ICO-brug over het Verbindingsdok
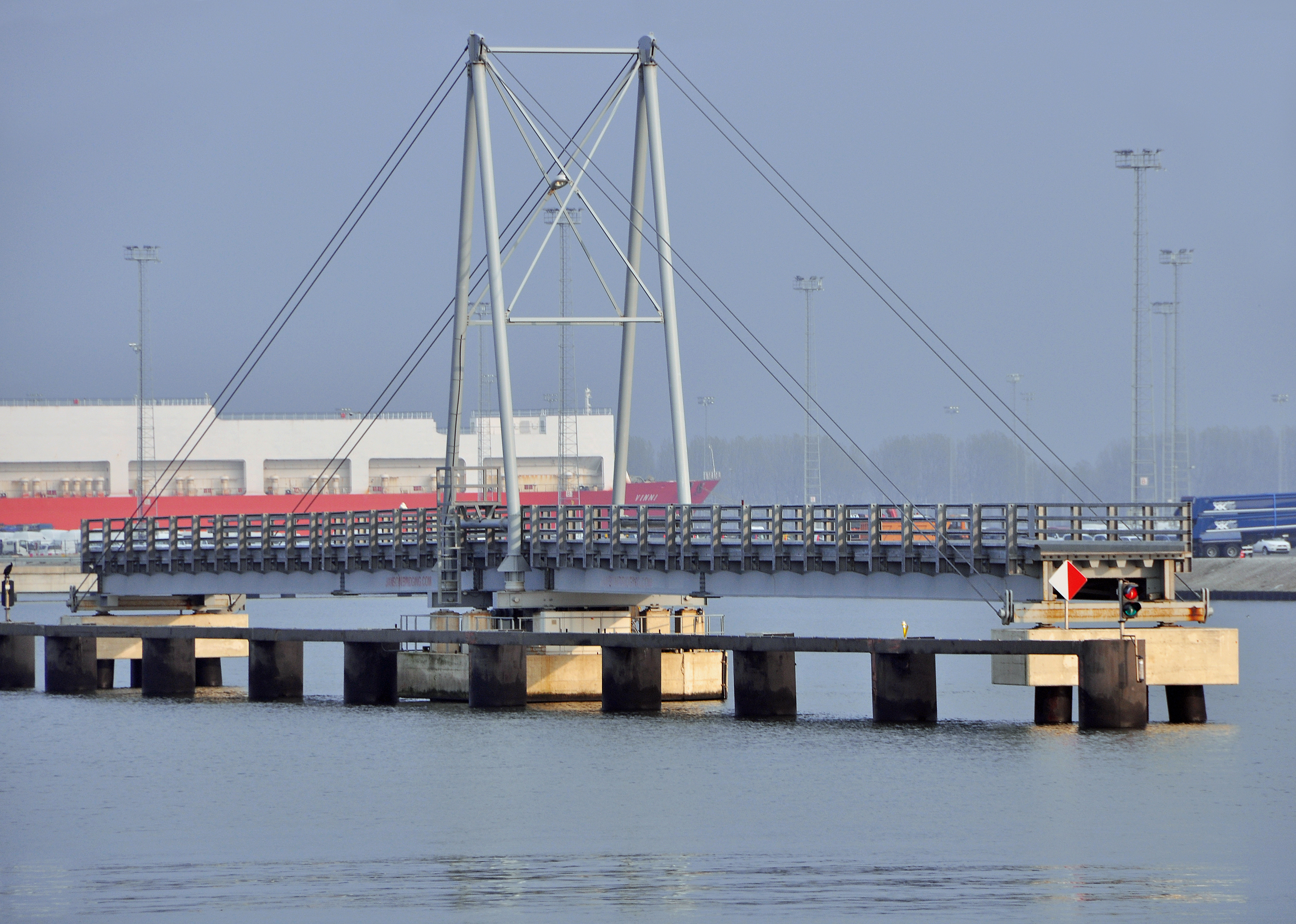
De Zwankendammebrug in opengedraaide stand
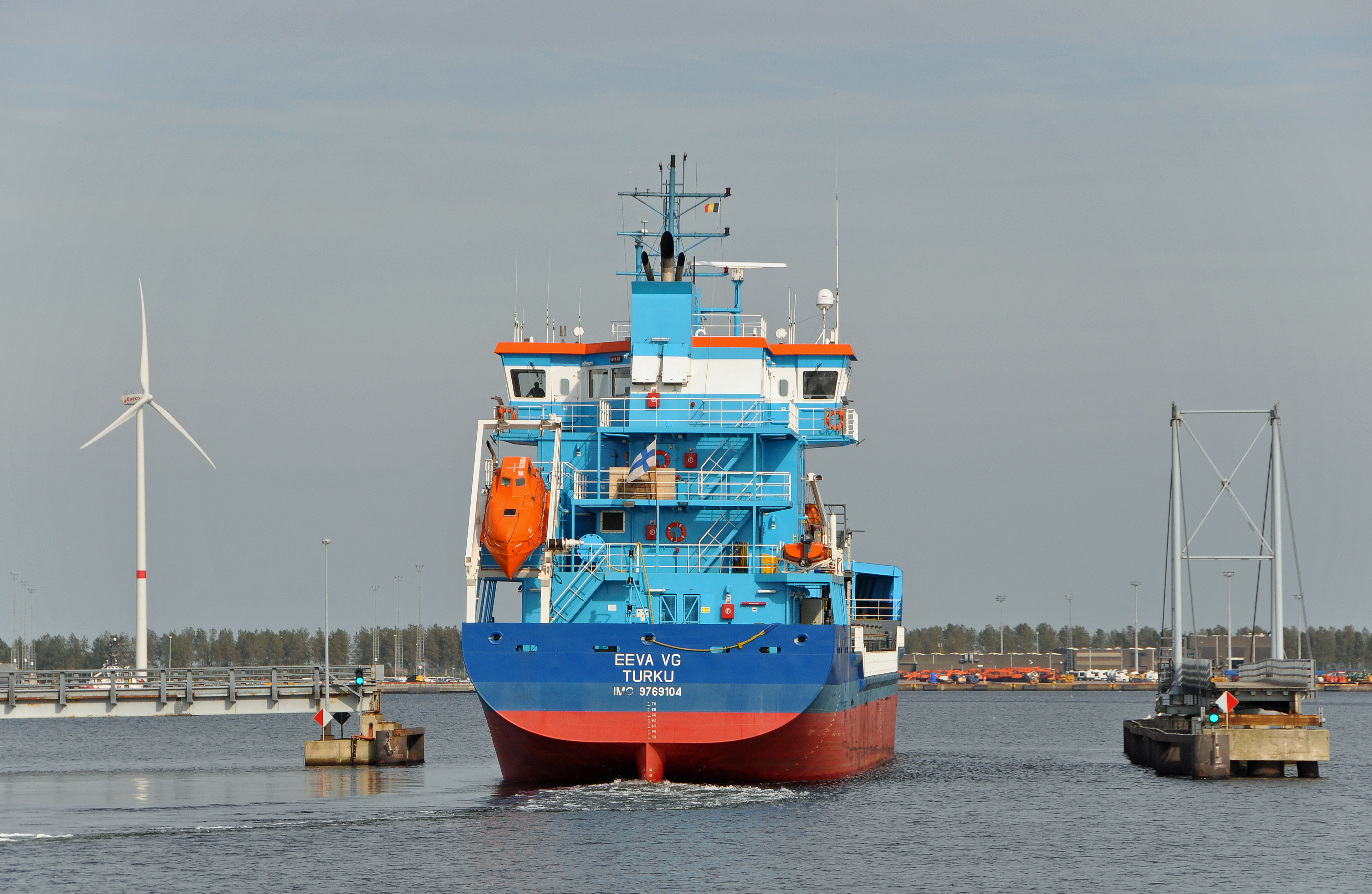
Een schip passeert de opengedraaide Zwankendammebrug (doorvaartbreedte: 32 m)
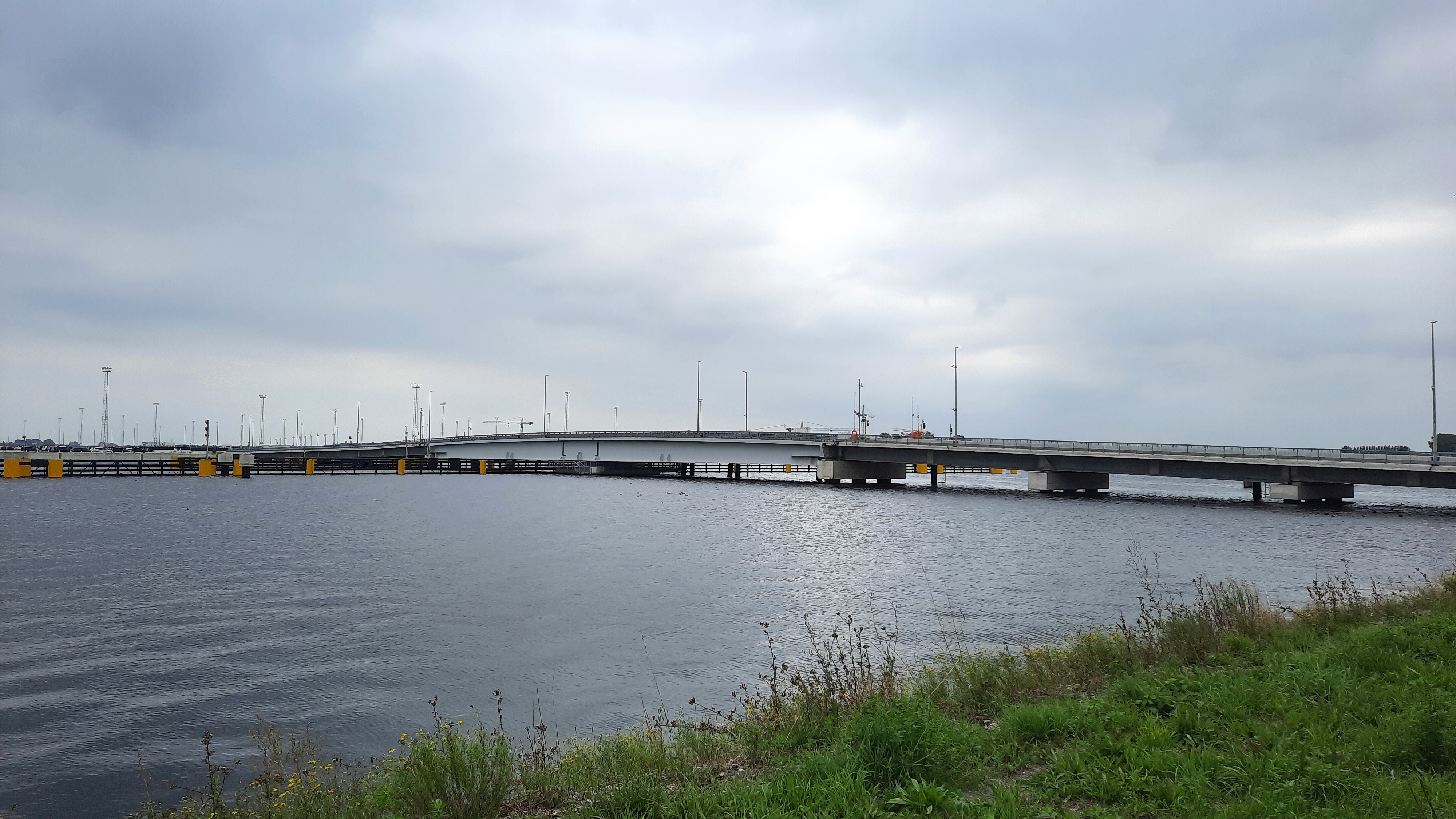
De nieuwe Verbindingsbrug